# 펜실베이니아 미술아카데미

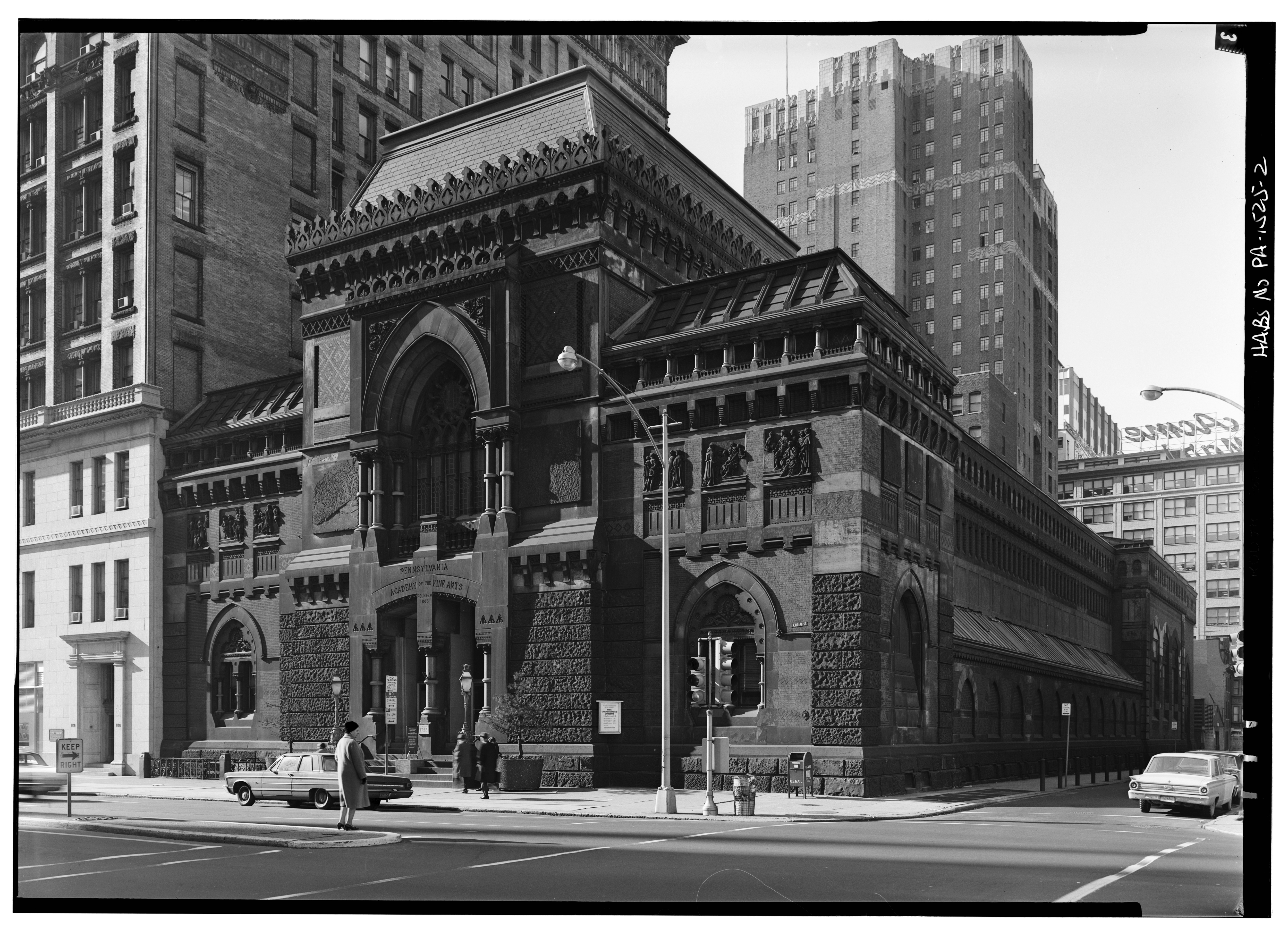

펜실베이니아 미술아카데미(Pennsylvania Academy of the Fine Arts, PAFA)는 미국 펜실베이니아주 필라델피아에 위치한 박물관이자 사립 미술학교이다. 1805년에 설립되었으며 미국 최초이자 가장 오래된 예술 박물관ㅇㅣ자 예술 학교이다.
이 아카데미의 박물관은 19~20세기 미국의 회화, 조각, 종이 작품의 수집품으로 국제적으로 알려져 있다. 미국의 예술 역사 연구, 박물관, 예술 훈련을 위한 중요한 자재들을 보관하고 있다.